# Valentina Borissenko
Valentina Borissenko, née Valentina Belova, est une joueuse d'échecs soviétique née le 28 janvier 1920 à Tcherepovets et morte le 6 mars 1993 à Saint-Pétersbourg. Elle fut troisième du championnat du monde féminin 1949-1950 et  plusieurs fois championne d'URSS.

## Biographie et carrière
Grand maître international féminin du jeu d'échecs en 1978, elle fut championne d'URSS en 1945, 1955, 1957, 1960 et 1962 (le record) et participa au championnat du monde d'échecs féminin en 1949-1950 et termina à la 3e-4e place. Son mari, Giorgueï Borissenko, fut deux fois champion d'URSS par correspondance.
Elle participa à cinq tournois des candidates de 1952 à 1965 :
- en 1952, elle finit 4e-6e avec 10 points sur 15 ;
- en 1955, elle fut cinquième avec 13 points sur 19 ;
- en 1958, elle marqua la moitié des points (7 / 14) et finit huitième ;
- en 1961, elle termina deuxième du tournoi des candidates avec 11 points sur 16 ;
- en 1964, elle fut septième ex æquo avec 10 points sur 16.